# Aloha – Die Chance auf Glück
Aloha – Die Chance auf Glück (Originaltitel: Aloha) ist ein US-amerikanischer Spielfilm aus dem Jahr 2015 von Cameron Crowe. In den Hauptrollen spielen Bradley Cooper, Emma Stone und Rachel McAdams.
Seine Premiere hatte der Film am 27. Mai 2015 in West Hollywood, der US-Kinostart erfolgte am 29. Mai. In Deutschland kam der Film am 6. August 2015 in die Kinos, in Österreich am 28. August.

## Handlung
Der Militärberater Brian Gilcrest kehrt nach Hawaii zurück, um im Auftrag des Milliardärs Carson Welch einen traditionellen Segen für ein neues Fußgängertor zu erhalten. Ein in der Nähe gelegenes Stück Land will Carson Welch zu einem Weltraumzentrum ausbauen. Gilcrest hat seine direkte Militärkarriere nach einem unrühmlichen Einsatz in Afghanistan desillusioniert beendet und arbeitet deshalb nur noch als Militärberater. Er soll mit den Hawaiianern einen Deal aushandeln, denn nur mit der Zusage und dem Segen der Hawaiianer kann Carson Welch den Bau eines privat finanzierten Satelliten unterstützen. In Hawaii soll ihm Captain Allison Ng unterstützend zur Seite stehen. Ihre Faszination für den Weltraum erinnert ihn an seinen eigenen Kindheitstraum von der Raumfahrt, allerdings redet sie ihm zu viel.
Gilcrest und Ng reisen in eine abgelegene Inselgemeinde, um dort König Kanahele zu treffen und seine Teilnahme an der Segnungszeremonie auszuhandeln. Auf dem Weg dorthin versucht Ng, sich mit Gilcrest über sein Leben und seine Arbeit zu unterhalten, kann aber seinen Zynismus nicht durchbrechen.
Als sie den König treffen, begeistert Ng mit ihrer erfrischenden Art die Menschen im Ort und erlebt die spirituelle Sicht der Eingeborenen auf Land und Himmel. Nach längeren Verhandlungen kann Gilcrest die Teilnahme des Königs aushandeln und bietet ihm als Gegenleistung zwei Berge und kostenlosen Handy-Empfang.
Am nächsten Tag sind Gilcrest und Ng zum Abendessen bei Tracy Woodside eingeladen. Sie ist die ehemalige Freundin von Gilcrest und heute mit John „Woody“ verheiratet, mit dem sie zwei Kinder hat. Irgendwann finden sich Gilcrest und Tracy alleine in der Küche wieder, wo sie gesteht, ihn noch immer zu lieben. Als er sie vor dreizehn Jahren für seine Militärkarriere verließ, hätte ihr dies fast das Herz gebrochen.
Am nächsten Abend besuchen Gilcrest und Ng die Weihnachtsfeier von Carson Welch. Dort treffen sie auf General Dixon, der sie ermahnt, den Deal mit den Hawaiianern nicht zu vermasseln. Einer der Männer des Generals übergibt Gilcrest einen USB-Stick, der streng geheime Informationen für den kommenden Satellitenstart enthält. Als Gilcrest sich die Daten auf dem Laptop kurz ansehen will, wird er von Ng gestört. Sie geraten in eine Unterhaltung und Gilcrest muss sich eingestehen, dass er sich immer mehr von Ng angezogen fühlt. Er berichtet ihr von seinen Erlebnissen in Kabul, als er fast gestorben wäre. Jetzt hier und am Leben zu sein, mache ihn endlich wieder glücklich.
Gilcrest und Ng verbringen eine glückliche Nacht miteinander und genießen auch den nächsten Tag zu zweit. Das Glück wird getrübt, als Ng entdeckt, dass Carson Welchs Satellit mit einer Nuklearrakete bestückt sein wird, worauf sie sofort versucht, von der Operation zurückzutreten. Ihr Oberst will sie beruhigen und erklärt ihr, dass es sich um eine private Operation handeln würde, die von Carson Welch betrieben wird und dass Gilcrest sich der Details bewusst sein dürfte.
Ng stellt Gilcrest enttäuscht zur Rede und macht ihm klar, dass er sie und die Hawaiianer anlügen würde und kein Gewissen hätte. Die Unterredung endet im Streit und Gilcrest ist wütend über sich selbst.
Währenddessen sehen sich Woody und Tracy mit den jüngsten Spannungen in ihrer Ehe konfrontiert, von denen Woody glaubt, dass sie mit Gilcrests Ankunft zu tun hätten. Tracy stimmt zu, dass sie sich trennen. Am nächsten Morgen taucht Tracy in Gilcrests Hotel auf und verrät, dass Grace seine Tochter ist. Das hebt Gilcrests Laune merklich an und er fühlt sich wieder ein wenig mit Tracy verbunden.
Am Tag des Segens für das neue Fußgängertor erfährt Brian, dass die Chinesen versuchen, den Code des Satelliten zu hacken, um den bevorstehenden Start zu verhindern. Er eilt zur Kommandozentrale und kann den Hackerangriff abwehren. Als er sieht, wie der Satellit in einen geosynchronen Orbit eindringt und dort den Weltfrieden mehr stört als befördert, wird ihm klar, was er getan hat. Kurzerhand befiehlt er, einen massiven Schall-Upload ins All zu schicken, woraufhin der Satellit explodiert. Brian und Allison sind zwar zufrieden, doch in der Überzeugung, dass Allisons fortgesetzte Verbindung mit ihm ihre vielversprechende Karriere ruinieren würde, sagt er ihr, dass sie sich nicht mehr sehen sollten.
Carson Welch will sich nicht durch die Zerstörung seines Satelliten davon abhalten lassen, das All zu erobern. Er droht Gilcrest Konsequenzen an und ist fest entschlossen, einen neuen Satelliten zu bauen. Gilcrest muss sich auch General Dixon gegenüber verantworten, der ihm erklärt, dass seine Karriere beendet sei.
Brian kehrt zu Tracys Haus zurück, wo sie ihn fragt, wie er sich denn fühlen würde, die eigene Karriere aufs Spiel gesetzt zu haben, nur um einer Frau zu imponieren. Sie selber hat einen Liebesbrief von Woody erhalten und als sie Brian daraus vorliest, sagt er, dass sie zu ihrem Ehemann gehören würde. Tracy ihrerseits ermutigt Brian, um Allison zu kämpfen. Sie hätte ihm „den Himmel erleuchtet“ und er solle sie durch seine blauen Augen verzaubern. Nachdem Woody nach Hause zurückkehrt und Brian in seinem Haus sieht, versöhnt er sich mit ihm. Brian verlässt das Haus, während Tracy und Woody ihr wiedergefundenes Glück genießen.
General Dixon erfährt, dass Gilcrest tatsächlich die Wahrheit über Carson Welchs private Nuklearpläne gesagt hat und lobt ihn nun für das, was er getan hat. Er sieht ein, dass man Zivilisten nicht in den Weltraum lassen sollte. Welch wird in Kürze von den Behörden in Gewahrsam genommen werden. Nach dieser Unterredung trifft Brian Allison, die sich gerade auf ihre Abreise vorbereitet. Er gesteht ihr seine Liebe und verspricht, in Hawaii zu bleiben und auf ihre Rückkehr zu warten.
Später am Abend steht Brian vor Graces Hula-Unterricht und sieht zu, wie sie tanzt. Sie bemerkt ihn, er nickt ihr zu und sie erkennt plötzlich, dass er ihr Vater ist. Mit Tränen der Freude in ihren Augen rennt sie nach draußen und umarmt ihn, dann kehrt sie in ihre Klasse zurück, um ihren Hula-Tanz fortzusetzen. Auch Brian weiß, dass er nun angekommen ist.

## Rezeption
Der Film erhielt eher negative Kritiken. Bei Metacritic erhält der Film eine Bewertung von 40/100 bei insgesamt 36 Kritiken, von denen nur 3 positiv und 12 negativ ausfielen. Bei Rotten Tomatoes sind nur 19 Prozent der Kritiken positiv bei insgesamt 139 Kritiken, die durchschnittliche Bewertung beträgt 4,3/10. Zusammenfassend wird Aloha als abschweifend und substanzlos beschrieben, Crowe sei selten einfühlsamer und gleichzeitig am wenigsten überzeugend gewesen.
Chris Cabin sieht im Slant Magazine den Film als enttäuschend an und meint, dass zu wenig auf die Personen und deren Charakter geachtet wird und die Musik wortwörtlich in den Vordergrund gespielt wird. „Letzten Endes spiegelt Crowes Umgang mit den Figuren und den politischen Dimensionen der Geschichte die Naivität des Filmtitels wider.“ Das einzig lobenswerte sei jedoch die Musik.
Andrew Barker bezeichnete Aloha in Variety als „unausgeglichen, sperrig und manchmal unverständlich“ und „ohne Zweifel Cameron Crowes schlechtester Film.“
Bei einem geschätzten Budget von 37 Mio. US-Dollar wurden in Nordamerika bis Ende Juli 2015 nur Einnahmen von knapp 21 Mio. US-Dollar erzielt.
Zusätzlich erhielt der Film Kritik für das Casting von Emma Stone für eine „ein Viertel asiatische, ein Viertel hawaiianische“ Rolle. Crowe entschuldigte sich in Folge im Juni 2015 als einer der Ersten überhaupt für ein „ethnisch unkorrektes“ Casting.

## Besetzung und Synchronisation
| Schauspieler          | Rolle                   | Synchronsprecher       |
| --------------------- | ----------------------- | ---------------------- |
| Bradley Cooper        | Brian Gilcrest          | Tobias Kluckert        |
| Emma Stone            | Allison Ng              | Anja Stadlober         |
| Rachel McAdams        | Tracy Woodside          | Ranja Bonalana         |
| Bill Murray           | Carson Welch            | Arne Elsholtz          |
| John Krasinski        | John „Woody“ Woodside   | Jaron Löwenberg        |
| Danny McBride         | Colonel Lacy            | Michael Iwannek        |
| Alec Baldwin          | General Dixon           | K. Dieter Klebsch      |
| Bill Camp             | Bob Largent             | Oliver Stritzel        |
| Jaeden Lieberher      | Mitchell                | Ben Hadad              |
| Danielle Rose Russell | Grace                   | Valentina Bonalana     |
| Michael Chernus       | Roy                     | Christian Gaul         |
| Edi Gathegi           | Lt. Colonel Curtis      |                        |
| Dennis Bumpy Kanahele | Dennis „Bumpy“ Kanahele | Tayfun Bademsoy        |
| Elizabeth Marvel      | Natalie                 | Ulrike Hübschmann      |
| Ivana Miličević       | Carson Biograph         |                        |
| Kelly Oxford          | Angela                  | Sandra Maren Schneider |